# Тулеубеков, Рахимгали
Рахимгали Телеубеков (каз. Төлеубеков Рақымғали; 1927 год, аул № 7) — директор совхоза «Жарбулакский» Маканчинского района Семипалатинской области, Казахская ССР. Герой Социалистического Труда (1971). Заслуженный работник сельского хозяйства Казахской ССР (1972).

## Биография
Родился в 1927 году в крестьянской семье в ауле № 7 (сегодня — Аягозский район). Окончил семилетку в селе Благодарное. С 1942 года — статистик, налоговый инспектор в Маканчинском районе. Окончил заочное отделение сельскохозяйственного техникума. В 1954 году вступил в КПСС.
С 1954 года — агроном в Маканчинской МТС. В 1958—1959 годах работал агрономом. В 1959 году был избран секретарём парткома. В 1961 году назначен председателем колхоза имени Кирова Маканчинского района, который в 1963 году был преобразован в совхоз «Жарбулакский» Кировского района.
Вывел совхоз в передовые сельскохозяйственные предприятия Маканчинского района. Под его руководством задания Восьмой пятилетки (1966—1970) были выполнены досрочно. В 1970 году в совхозе было выращено в среднем по 122 ягнят от каждой сотни овцематок. Совхоз получил прибыль в размере более трёх миллионов триста тысяч рублей. За выдающиеся успехи, достигнутые в развитии сельскохозяйственного производства и выполнении пятилетнего плана продажи государству продуктов земледелия и животноводства удостоен звания Героя Социалистического Труда указом Президиума Верховного Совета СССР от 8 апреля 1971 года с вручением ордена Ленина и золотой медали «Серп и Молот».
Избирался делегатом XIV съезда Компартии Казахстана, XV съезда ВЦСПС, депутатом Семипалатинского областного и Маканчинского районного советов народных депутатов.
Проработал директором совхоза «Жарбулакский» до выхода на пенсию. После выхода на пенсию проживал в Маканчинском районе.
Награды
- Герой Социалистического Труда
- Орден Ленина — дважды (22.03.1966; 08.04.1971)
- Орден Октябрьской Революции (06.09.1973)
- Орден «Дружбы народов» (03.03.1980)
- Орден «Знак Почёта» (11.01.1957)